# فرخنده دمگاه‌لیمویی
فرخنده دمگاه‌لیمویی (نام علمی: Ramphocelus icteronotus) گونه‌ای از پرندگان خانواده فرخندگان است که گاهی آن را زیرگونه‌ای از فرخنده دمگاه‌آتشی در نظر می‌گیرند. از پاناما تا اکوادور یافت می‌شود. زیستگاه‌های طبیعی آن جنگل‌های دشت نمناک نیمه‌گرمسیری یا گرمسیری و جنگل‌های پیشین به شدت دگرگون شده‌است.